# グレッグ・アイルズ
グレッグ・アイルズ（Greg Iles、1960年 - 2025年8月15日）は、アメリカ合衆国の小説家。ミシシッピ州ナチェズ在住。

## 経歴
1960年、ドイツ・シュトゥットガルト（当時は西ドイツ）で生まれる。内科医の父親がドイツの在外公館内のクリニックで働いていたためである。育ったのはミシシッピ州ナチェズで、後に多くの作品の舞台となっている。地元の私立高校を卒業後、1983年にミシシッピ大学を卒業。
数年ほどバンド「フランクリー・スカーレット (Frankly Scarlet) 」でギタリスト、ボーカル、作詞などをしていたことがある。結婚を機にバンドを脱退し、処女作『甦る帝国』（原題：Spandau Phoenix ）の執筆に取りかかる。ナチスの副総統ルドルフ・ヘスが主人公のスリラー作品で、1993年に刊行された。
2002年、"24 Hours" の脚本を書き、映画監督のドン・ルースによって"Trapped" と改題され、更に撮影が始まってからもプロデューサーや出演者らの要求に沿って手を加えていった（邦題は『コール』）。
2011年、ナチェズ近郊の国道61号でピックアップトラックと衝突し、大動脈破裂など瀕死の重傷を負う。人工呼吸器を付けられた昏睡状態は8日間続き、右足の膝から下を失った。回復するまでの3年間で、ナチェズを舞台に元検察官のペン・ケージが主人公の3部作を執筆した。
文系ミュージカルグループ「ロック・ボトム・リメインダーズ」のメンバーである。メンバー及び元メンバーに、デイブ・バリー、リドリー・ピアスン、スティーヴン・キング、スコット・トゥロー、エイミ・タン、ミッチ・アルボム、ロイ・ブラント・Jr、マット・グレイニング、ジェームズ・マクブライドらがいる。2013年7月、グループの共著で"Hard Listening" を上梓した。電子書籍版には、エッセイやEメールでの会話ややり取り、写真、動画、クイズなどが付いており、読者が作者のプライベートに触れられるようになっている。
2025年8月15日未明、多発性骨髄腫の闘病中に死去。

## 作品リスト
| 邦題            | 原題                                | 刊行年          | 刊行年月   | 訳者   | 出版社     | 備考                                            |
| --------------- | ----------------------------------- | --------------- | ---------- | ------ | ---------- | ----------------------------------------------- |
| 甦る帝国        | Spandau Phoenix                     | 1993年          | 1999年08月 | 中津悠 | 講談社文庫 |                                                 |
| ブラック クロス | Black Cross                         | 1995年          | 1998年01月 | 中津悠 | 講談社文庫 |                                                 |
| 神の狩人        | Mortal Fear                         | 1997年          | 1998年08月 | 雨沢泰 | 講談社文庫 |                                                 |
| 沈黙のゲーム    | The Quiet Game                      | 1999年          | 2003年07月 | 雨沢泰 | 講談社文庫 |                                                 |
| 24時間          | 24 Hours                            | 2000年          | 2001年09月 | 雨沢泰 | 講談社文庫 |                                                 |
| 戦慄の眠り      | Dead Sleep                          | 2001年          | 2004年04月 | 雨沢泰 | 講談社文庫 |                                                 |
| 魔力の女        | Sleep No More                       | 2002年          | 2005年11月 | 雨沢泰 | 講談社文庫 |                                                 |
| 神の足跡        | The Footprints of God (Dark Matter) | 2003年          | 2006年07月 | 雨沢泰 | 講談社文庫 |                                                 |
| 血の記憶        | Blood Memory                        | 2005年          | 2008年10月 | 雨沢泰 | 講談社文庫 |                                                 |
| 天使は振り返る  | Turning Angel                       | 2005年          | 2010年08月 | 雨沢泰 | 講談社文庫 |                                                 |
|                 | True Evil                           | 2006年          |            |        |            |                                                 |
|                 | Third Degree                        | 2007年          |            |        |            |                                                 |
|                 | The Devil's Punchbowl               | 2009年          |            |        |            |                                                 |
|                 | Hard Listening                      | 2013年          |            |        |            | ノンフィクション Rock Bottom Remainders共同作品 |
|                 | The Death Factory                   | 2014年          |            |        |            | 中編                                            |
|                 | Natchez Burning                     | 2014年          |            |        |            |                                                 |
|                 | The Bone Tree                       | 2015年          |            |        |            |                                                 |
|                 | Mississippi Blood                   | 2017年 （予定） |            |        |            |                                                 |